# Diszprózium(III)-oxid
A diszprózium-oxid vagy diszprózium(III)-oxid (Dy2O3) szervetlen vegyület, a diszprózium oxidja. Szobahőmérsékleten fehér színű port vagy kristályokat alkot. Higroszkópos, a levegő páratartalmát hamar megköti, hidratálódik.[forrás?]

## Felhasználása
Felhasználják kerámiák, üvegek, lézerek gyártásához, valamint fémhalogén lámpákhoz.
Savakkal reagáltatva különböző diszpróziumsókat készítenek belőle. Pár reakcióegyenlet:
Dy2O3 + 6 HCl → 2 DyCl3 + 3 H2O
Dy2O3 + 6 HNO3 → 2 Dy(NO3)3 + 3 H2O
Dy2O3 + 3 H2SO4 → Dy2(SO4)3 + 3 H2O
Dy2O3 + 2 H3PO4 → 2 DyPO4 + 3 H2O

## Fordítás
- Ez a szócikk részben vagy egészben  a   Dysprosium(III) oxide című angol Wikipédia-szócikk ezen változatának fordításán alapul.  Az eredeti cikk szerkesztőit annak laptörténete sorolja fel. Ez a jelzés csupán a megfogalmazás eredetét és a szerzői jogokat jelzi, nem szolgál a cikkben szereplő információk forrásmegjelöléseként.